# Феникс (альбом Евы Польна)
«Феникс» — второй студийный альбом российской певицы Евы Польна, который вышел 26 декабря 2017 года на лейбле «Первое музыкальное издательство». Это вторая работа певицы в качестве сольного исполнителя. Для продвижения альбома было выпущено 5 синглов: «Делай любовь со мной», «Мало», «Фантастика», «Megapolis» и «Глубокое синее море». В поддержку альбома Польна также представила концертную программу «Глубокое синее море».

## История создания и запись
После распада группы «Гости из будущего» в 2009 году Ева Польна заявляет себя как сольный исполнитель. В 2014 году она выпускает дебютный альбом «Поёт любовь», который был встречен смешанными отзывами от критиков, но в большинстве положительными. Впервые о работе над вторым альбомом Ева заявила на своей странице в Instagram летом 2017 года. Песни «Фантастика», «Megapolis» и «Глубокое синее море», выпущенные ранее как синглы, в альбоме появились уже в обновленном звучании. Видеоклип был снят только на одну песню с альбома «Мало» и выпущен в 2016 году. Предварительно новые композиции с альбома были включены в концертную программу «Глубокое синее море». Польна впервые исполнила их вживую осенью 2017 года в Crocus City Hall.

## Выпуск
26 декабря 2017 года Польна выпускает свой второй альбом «Феникс» в цифровом формате. В пресс-релизе было указано: «Феникс. Конец и начало. Лед и пламя…Каждый новый альбом для меня — определённый итог. Это итог творческого поиска, отдельный этап жизни, это я новая, но остающаяся собой в главном. Главное для меня — Любовь и Музыка. Волшебство, позволяющее нам чувствовать себя живыми и счастливыми, помогающее оставаться людьми несмотря ни на что. Музыка и Любовь — лучшее, что есть во мне. Я счастлива поделиться этим с вами». На физическом носителе альбом впервые был представлен 14 апреля 2018 года на концерте в Санкт-Петербурге.

## Отзывы критиков
Ярослав Резаков для KreativMagazine писал: «Отголоски античных мифов и фольклорных образов, симфонические аранжировки в сочетании с клубными битами создают музыкальное виденье современной картины мира. Мастерски используя ноты и слова, Ева очерчивает собственную философскую концепцию, в которой любовь и музыка — главные ценности суетливого века карьеризма и технического прогресса». Интернет-издание Meduza назвало песню «Официальные лица» одной из лучших песен с этого альбома.
Алексей Мажаев в InterMedia дал смешанную оценку альбому, выделив среди него новую версию композиции «Фантастика» и песню «Адьос, крошка!», в которой «Ева поразительно сочетает драматическое и комическое». Он также отметил: "большое впечатление производят припевы песен «Мегаполис» и «Вдохновение», а также диско-бурлеск под названием «Делай любовь со мной», сравнив эту песню с творчеством группы ВИА Гра. В своей рецензии «Альбом, рождённый из пепла качественной музыки» для портала Musecube Арчи Хасанов писал: «новый альбом Евы Польна — это безумство и эйфорийный калейдоскоп звуков, оригинальных дизайнов, загадочных имитаций, классных ритмов и находчивых конструкций».

## Список композиций
Слова и музыка всех песен — Ева Польна.
| №                   | Название               | Длительность |
| ------------------- | ---------------------- | ------------ |
| 1.                  | «Феникс. Intro»        | 1:52         |
| 2.                  | «Официальные лица»     | 3:42         |
| 3.                  | «Фантастика»           | 3:35         |
| 4.                  | «Вернись ко мне»       | 4:42         |
| 5.                  | «Глубокое синее море»  | 4:18         |
| 6.                  | «Икар»                 | 4:07         |
| 7.                  | «Megapolis»            | 4:36         |
| 8.                  | «Мало»                 | 3:24         |
| 9.                  | «Делай любовь со мной» | 4:13         |
| 10.                 | «Вдохновение»          | 5:14         |
| 11.                 | «Адьос, крошка!»       | 3:12         |
| 12.                 | «Феникс. Theme»        | 1:16         |
| 13.                 | «Смогу ли я»           | 3:52         |
| Общая длительность: | Общая длительность:    | 45:63        |